# Despilfarro a la salud en Bogotá
Despilfarro a la salud en Bogotá es la denominación que los medios de comunicación dan a las contrataciones ilícitas que hicieron las directivas de varios hospitales de la capital colombiana.

El escándalo generó gran controversia pues a pesar de las opulentas e innecesarias adquisiciones que hacían los hospitales, estos no prestan la debida atención a los usuarios.
Los hospitales involucrados fueron allanados e intervenidos por la Fiscalía de Colombia y el Gobierno Distrital de Bogotá. Y sus directivas separadas de sus respectivos cargos y enjuiciadas.

## Escándalo
De acuerdo con las investigaciones adelantadas por la Fiscalía de Colombia y el Gobierno Distrital de Bogotá. En varios hospitales del distrito -en especial el de Meissen- las directivas de dichos centros permitieron:

1. La participación de familiares suyos en diferentes cuestiones administrativas.
2. Que el presupuesto girado por el Estado de Colombia fuera invertido en la cancelación de costos (para el mantenimiento de los hospitales) muy superiores a los fijados en las diferentes centrales públicas de abastos. Pues algunos abastos eran pagados hasta un 50% más de los normal.[4]
3. La compra de alimentos costosos y que no 'encajaban' en la dieta alimenticia normal de cualquier paciente. En el hospital de Meissen eran comprados vinos y quesos finos, langostas, etc.[5]
4. Qué médicos especialistas cobraran hasta más del 50% de lo debido como su salario. E incluso que recibieran pagos sin laborar.
5. La fijación de proveedores específicos para que en la consecución de contratos con éstos, los representantes de los hospitales recibieran el pago de comisiones.[6]

El total del despilfarro es estimado en 81.000.000.000 de pesos colombianos. Los responsables de las irregularidades fueron acusados por la Fiscalía de Colombia por varios delitos, entre esos el de concierto para delinquir.
El 18 de septiembre de 2012 fue dictada la medida de aseguramiento contra las directivas del hospital de Meissen.